# Mineralienmuseum Teis
Das Mineralienmuseum Teis in der zur Südtiroler Gemeinde Villnöß gehörenden Fraktion Teis, präsentiert eine ursprünglich private Sammlung von Geoden, genauer von sogenannten „Teiser Kugeln“, und anderen Mineralien.
Teiser Kugeln finden sich in Luftblasen im Andesit. Durch Einsickern von salzigen Lösungen haben sich bei der Auskristallisierung Achate, Amethyste und Bergkristalle gebildet. Die Drusen haben einen Durchmesser von bis zu 20 Zentimetern.
Die Exponate des nach zeitgemäßen museumspädagogischen Gesichtspunkten eingerichteten Museums sind hauptsächlich Fundstücke des ortsansässigen Sammlers Paul Fischnaller (* 1934), die dieser in über 30-jähriger Tätigkeit abgebaut und gesammelt hat.